# Pierre Pierrard
Pour les articles homonymes, voir Pierrard.
Pierre Pierrard, né le 26 février 1920 à Roubaix et mort le 8 décembre 2005 à Paris, est un historien français.

## Biographie
Il se fait connaître, en 1965, par sa thèse de doctorat consacrée à La Vie ouvrière à Lille sous le Second Empire. Il est l'historien du monde ouvrier et du catholicisme. Il rejoint Jacques Gaillot dans son combat pour un catholicisme plus proche des pauvres et des marginaux. Il soutient les efforts de l'épiscopat pour se rapprocher de la communauté juive. Chroniqueur régulier du journal La Croix, il est aussi professeur à l'Institut catholique de Paris et responsable de la section historique des éditions Larousse.
Pierre Pierrard est président de l'Amitié judéo-chrétienne de France de 1985 à 1999.
En 1984, il est lauréat du Grand Prix catholique de littérature pour son ouvrage L'Église et les ouvriers. En 2001, il reçoit le Grand Prix Gobert de l'Académie française pour son œuvre d'historien consacrée aux relations de l'Église avec la société moderne.

## Publications
- La Vie ouvrière à Lille sous le second Empire, Bloud et Gay, 1965
- Les Chansons en patois à Lille sous le second Empire, Arras, 1966
- Lille et les Lillois, Bloud et Gay, 1967
- Dictionnaire de la IIIe République, Larousse, 1968
- Le Prêtre français, Bloud et Gay, 1969
- Flandre, Artois, Picardie, Arthaud, 1970
- Juifs et Catholiques français, Fayard, 1970
- Histoire de l'Église catholique, Desclée, 1972
- Lille, dix siècles d’histoire, Actica, 1972
- Une Année sainte pour notre temps, Chalet, 1973
- Dictionnaire des prénoms et des saints, Larousse, 1974-1976
- L’Église de France face aux crises révolutionnaires, Chalet, 1974
- La Vie quotidienne dans le Nord au XIXe siècle, Hachette, 1976
- 1848… Les pauvres, l’Évangile et la Révolution, Éditions Desclée de Brouwer, 1977
- Pierre Pierrard interroge le Grand Rabbin Kaplan : Justice pour la foi juive, Le Centurion, 1977, 287 p.
- Histoire des diocèses de Cambrai et Lille, Paris, Beauchesne, 1978
- Histoire du Nord, Hachette, 1978
- L’Église de France. Lettre au P. Bruckberger, Cerf, 1979
- Le Goût de la vérité. Notes d’un historien chrétien, Éditions Desclée de Brouwer, 1980
- Le Nord d’hier et de demain, J. P. Delarge, 1980
- Les Papes et la France, Fayard, 1981
- Histoire de Lille, Mazarine, 1982
- Jacques Gaillot, Paris, Éditions Desclée de Brouwer, 1984, 197 p. (ISBN 2-220-05066-1)
- L’Église et les ouvriers en France (1840-1940), Paris, Éditions Hachette, 1984, 600 p.
- Gens du Nord, Arthaud, 1985
- La Vie quotidienne du prêtre français au XIXe siècle : 1801-1905, Hachette, 1986
- Histoire des curés de campagne, Plon, 1986
- Enfants et jeunes ouvriers en France, XIXe – XXe siècle, Paris, Éditions ouvrières, 1987, 225 p. (ISBN 2-7082-2541-3, lire en ligne)
- Les laïcs dans l'église de France (XIXe : XXe siècle), Paris, Éditions ouvrières, 1988, 298 p. (ISBN 2-7082-2563-4, lire en ligne)
- L’Église et la Révolution : 1789-1889, Paris, Éditions Nouvelle Cité, 1988, 272 p. (ISBN 2-85313-176-9, BNF 34956520)
- Chemins de traverse : Mon itinéraire de chrétien historien, Paris, Éditions Desclée de Brouwer, 1993, 143 p. (ISBN 2-220-03395-3)
- Juifs et Catholiques français, d'Édouard Drumont à Jacob Kaplan (1886-1994), Paris, Cerf, 1997, 468 p.
- Georges Guérin, une vie pour la JOC, Paris, l'Atelier, 1997, 317 p. (ISBN 2-7082-3287-8, lire en ligne)
- Ces croyants qui ont fait le siècle, Paris, Bayard, 1999, 272 p. (ISBN 2-227-43677-8)
- Les chrétiens et l'affaire Dreyfus, Paris, l'Atelier, 236 p.
- Un siècle d'histoire de l'église, 1900 / 2000, Paris, Éditions Desclée de Brouwer, 2000, 244 p. (ISBN 2-220-04791-1)
- Anthologie de l'humanisme laïque : de Jules Michelet à Léon Blum, Paris, Éditions Albin Michel, 2000, 295 p.
- Louis Veuillot, Paris, Beauschene, 2000, 273 p.
- L'Église d'en bas : La foule innombrable des saints inconnus, Paris, Éditions Nouvelle Cité, 2005, 192 p.
- Les pauvres et leur histoire, de Jean Valjean à l'Abbé Pierre, Paris, Bayard, 2005, 316 p. (ISBN 2-227-47200-6)